# Liste d'organisations de femmes pour la science
Cet article présente une liste d'organisations pour les femmes dans les sciences et, plus généralement en sciences, technologie, ingénierie et mathématiques. 

## Groupes généraux orientés STEM

### Science, technologie, ingénierie et mathématiques
- Association américaine des femmes diplômées des universités (AAUW)
- Organisation des femmes dans les sciences pour le monde en développement
- Société des femmes ingénieurs

## Groupes thématiques

### Informatique et technologie de l'information
- Ada Initiative (fermé en 2015)
- Black Girls CODE (BGC)
- Institut Anita Borg pour les femmes et la technologie
- Comité des femmes de l'Association for Computing Machinery
- BCSWomen, un groupe spécialisé de la British Computer Society
- LinuxChix
- Django Girls
- PyLadies
- Girls in Tech

### Sciences de la Terre
- Association des femmes géoscientifiques

### Mathématiques
- Association des femmes en mathématiques

### Sciences sociales
- Société des femmes géographes

### Sociologie
- Sociologues pour les femmes dans la société

## Organisations par région

### Amérique du Nord
- Association américaine des femmes diplômées des universités (AAUW; fondée en 1881)
- Les Scientifines (des jeunes filles de 8 à 17, Montréal)

### Régional ou international
- Organisation du tiers monde pour les femmes et la science